# José Carlos Guimarães (futbolista)
Zezé (Río de Janeiro, Brasil; 2 de mayo de 1899 – Río de Janeiro, Brasil; 24 de enero de 1969) fue un futbolista de Brasil que jugó en la posición de delantero.

## Carrera

### Club
Jugó toda su carrera con el Fluminense FC de 1915 a 1928, equipo con el que anotó 102 goles en 173 partidos, ganó el Campeonato Carioca en cuatro ocasiones y fue goleador del Campeonato Brasileño de Clubes Campeones de 1920.

### Selección nacional
Jugó para Brasil en 16 ocasiones de 1920 a 1923 y anotó siete goles; participó en cuatro ediciones de la Copa América donde salió campeón en 1922 y fue finalista en 1921.

## Logros

### Club
- Campeonato Carioca (4): 1917, 1918, 1919 y 1924.

### Selección nacional
- Copa América (1): 1922

### Individual
- Goleador del Campeonato Brasileño de Clubes Campeones de 1920 (4 goles).[3]